# Nezha

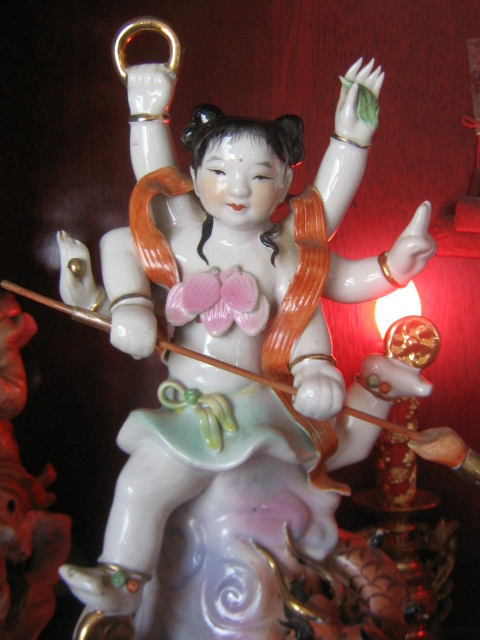
Estátua de Nezha.

Nezha, Na Zha ou Nata (chinês: 哪吒, pinyin: Nézhā ou Núozhā) é um deus protetor no taoísmo, procedente da mitologia budista chinesa. Seu nome oficial no taoismo é "Marechal do Altar Central" (中壇元帥). Depois de se tornar deidade, também recebe o título de "Terceiro Príncipe do Lótus" (蓮花三太子).

## Origem
De acordo com Meir Shahar, Nezha é em última análise, baseado em duas figuras da mitologia hindu. A primeira é um yaksha do Ramayana chamado Nalakuvara, filho do Rei Yaksha, Cubera, e sobrinho do antagonista Ravana. A ligação com Nalakuvara é estabelecida através de variantes de seu nome chinês, que aparecem nos sutras budistas. A variante original, Naluojiupoluo (那羅鳩婆羅), mudou para Naluojubaluo (捺羅俱跋羅), Nazhajuwaluo (那吒矩韈囉) e, finalmente, Nazha (那吒). A simples adição do "radical boca" (口) ao Na (那) muda o nome para sua forma atual, Nezha (哪吒). A segunda figura é o deus-criança Krishna. Tanto Krishna quanto Nezha são crianças poderosas que derrotam serpentes de grande poder, Kaliya no caso do primeiro, e Ao Bing no do último. O Bhagavata Purana descreve como Nalakuvara foi salvo do aprisionamento dentro de uma árvore por Krishna. Um sutra do budismo tântrico do século X menciona um deus-criança, que parece ser uma mescla entre Krishna e Nalakuvara, chamado Nana (那拏). Além disso, o pai de Nalakuvara, Cubera, acabou por ser absorvido pelo panteão budista, como o Rei Celestial Vaisravana. Shahar observa que Vaisravana foi, de alguma forma, ligado ao general histórico da dinastia Tang, Li Jing. Isso explica o nome e o cargo do pai de Nezha: o Rei Celestial Portador da Torre, Li Jing.

## Biografia

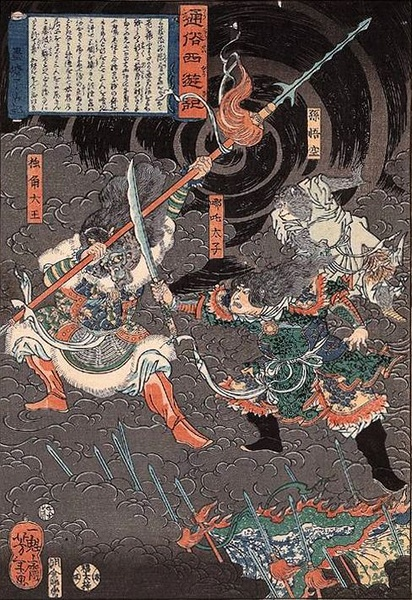
O Príncipe Nezha combatendo o Rei Demônio Monócero, ilustração de Tsukioka Yoshitoshi, 1864.

Segundo Fengshen Yanyi, Nezha nasceu durante a Dinastia Shang em uma fortaleza militar em Passo de Chentang. Seu pai foi um comandante militar chamado Li Jing. A mãe de Nezha, a Senhora Yin, deu a luz a uma bola de carne depois uma gravidez de três anos e seis meses. Li Jing acreditou que sua esposa havia dado a luz a um demônio e atacou a bola com sua espada. A bola se abriu e Nezha saiu já como um menino em lugar de um bebê. Nezha podia falar e caminhar imediatamente depois de nascer. Posteriormente, o imortal Taiyi Zhenren o aceitou como estudante.
Quando Nezha matou Ao Bing, o terceiro filho de Ao Guang, o Rei Dragão do Mar Oriental, Ao Guang e seus irmãos fizeram frente a Nezha e sua família, e ameaçaram inundar o Passo de Chentang. Nezha se suicidou por causa de sua família. Depois seu professor Taiyi Zhenren lhe devolveu a vida com as raízes de lótus para construir seu corpo humano.

## Na mitologia e literatura

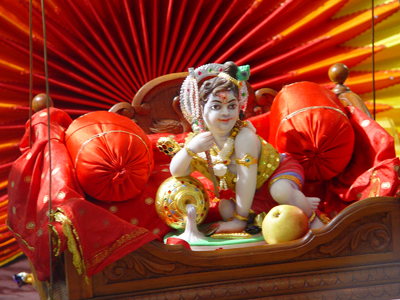
Imagem de Krishna Bebê durante o festival Janmashtami, que celebra seu nascimento.

Nezha aparece com frequência na mitologia chinesa e na literatura chinesa antiga, como no romance Fengshen Yanyi (ou "Investidura dos deuses"), embora a história de "Nezha conquistando o mar" seja a mais conhecida entre as famílias. Em Jornada ao Oeste, Nezha era um general sob o comando de seu pai, Li Jing, o Rei Celestial Portador da Torre. Ele lutou contra o Rei Macaco, Sun Wukong, quando este se rebelou contra o Imperador de Jade, porém os dois se tornaram amigos depois. Nezha fez algumas aparições no romance para ajudar os quatro protagonistas a derrotar poderosos demônios, incluindo sua irmã adotiva, Di Yong Furen (Senhora do Fluxo Terrestre).

## Nezha e outras mídias
Nezha ganhou popularidade internacional em 1979 com o filme de animação Prince Nezha's Triumph Against Dragon King, exibido fora de competição no Festival de Cannes de 1980, passando então a ser considerado um dos grandes clássicos da animação chinesa. Em 30 de maio de 2014, o Google fez uma homenagem ao 35º aniversário do filme, usando um doodle animado com a imagem de Nezha na página principal do mecanismo de busca em Hong Kong.
Em 2019, também teve aparição em NeZha, um filme de animação 3D em chinês, dirigido e escrito por Jiaozi, recebendo vários elogios e criticas positivas.